# Jacqueline de Longwy
Jacqueline de Longwy, comtesse de Bar-sur-Seine, née avant 1520 et morte le 28 août 1561, est une dame de la noblesse française.
Elle fut duchesse de Montpensier et dauphine d'Auvergne. Elle fut l'amie et confidente de la reine Catherine de Médicis. Acquise à la réforme protestante, on lui prête une influence importante sur la politique de conciliation menée par la reine-mère à son avènement au pouvoir.
Première épouse du duc de Montpensier, Louis III de Montpensier, elle fut la mère de six enfants, dont Charlotte de Montpensier, épouse du prince Guillaume Ier d'Orange-Nassau, le Taciturne. 

## Origine
Jacqueline est née avant 1520. Fille de Jean IV de Longwy (issu des Neublans > Branches réunies), seigneur de Givry, baron de Pagny et de Mirebeau (qui meurt en 1520) et de Jeanne d'Orléans (1490-1538), sœur illégitime de François Ier. Jacqueline est donc la demi-nièce du roi. 
Elle a deux sœurs, Claude-Louise, abbesse de l'abbaye Notre-Dame de Jouarre, et Françoise de Longwy, dame de Pagny et de Mirebeau (1510-1561), mariée en premières noces à Philippe Chabot, amiral de France, et en secondes noces en 1545, à Jacques de Pérusse, seigneur d'Escars.
François Clouet dessina son portrait en 1550 (Chantilly, musée Condé).

## Mariage
En 1538, Jacqueline se marie avec Louis III de Montpensier, qui deviendra duc de Montpensier à la mort de sa mère, Louise de Montpensier le 5 juillet 1561. À l'occasion de ce mariage, François Ier rend aux Montpensier les comtés de Forez, Beaujeu, et la Dombes. Un fils et cinq filles naissent de ce mariage : 
- Françoise de Bourbon-Vendôme (1539-1587), qui en 1559 se marie avec Henri-Robert de La Marck, duc de Bouillon et prince de Sedan ;
- Anne de Bourbon (1540-1577), qui en 1561 se marie à François II de Nevers ;
- Jeanne de Bourbon, abbesse de Jouarre (1541–1620) ;
- François de Montpensier (1542-1592), marié en 1566 à Renée d'Anjou-Mézières, (1550-1597), fille de Nicolas d'Anjou-Mézières, marquis de Mézières et de Gabrielle de Mareuil, dont il eut un fils, Henri de Montpensier ;
- Charlotte de Montpensier (1546-1582) qui, le 24 juin 1575, se marie à Guillaume Ier d'Orange-Nassau ;
- Louise de Bourbon, abbesse de Faremoutier (1548-1586).

En 1543, le dauphiné d'Auvergne est rétabli et Jacqueline en devient dauphine. En 1556, Jacqueline, Diane de Poitiers ainsi que Madame de Montmorency sont commises par la reine Catherine de Médicis à juger du procès de Françoise de Rohan, l'une des protectrices du mathématicien François Viète, séduite et abandonnée par le duc Jacques de Savoie-Nemours. Elle entretient les meilleurs rapports avec Jean V de Parthenay et on la soupçonne alors de sympathie huguenote. Elle meurt à Paris le 28 août 1561 et n'a été duchesse de Montpensier que pendant deux mois. Son époux se remarie après sa mort avec Catherine de Lorraine.